# Pinotin (Rebsorte)
Pinotin ist eine im Jahr 1991 gezüchtete Rotweinsorte. Sie wurde zunächst als eine Kreuzung zwischen Blauem Spätburgunder und Resistenzpartner beschrieben. In einer genetischen Stammbaumanalyse konnten die Sorten Cabernet Sauvignon und Regent als Elternteile festgestellt werden. Gezüchtet wurde die neue Rebsorte vom Schweizer Rebenzüchter Valentin Blattner. Die Selektion erfolgte in der Rebschule Freytag in der Gemeinde Neustadt/Lachen-Speyerdorf in der Pfalz (Deutschland). Nach mehreren Jahren der Versuchsauswertung wurde die Rebsorte von Volker Freytag im Jahre 2002 zum Sortenschutz und 2010 zu Klassifizierung angemeldet. Im Jahr 2022 betrug die Anbaufläche in Deutschland 36 ha, in der Schweiz 1 ha.
Der Geschmack des Weins zeichnet sich durch eine milde, warme Art aus. Im Duft erinnert der Wein an schwarze Kirschen. Er hat eine rubinrote Farbe im Glas.

## Ampelographische Sortenmerkmale
In der Ampelographie wird der Habitus folgendermaßen beschrieben:
- Die Traube der neuen Rebsorte ist schmal, langgezogen, überwiegend lockerbeerig und eher selten geschultert. Die Beere ist nahezu rund, mittelgroß und von einer gleichmäßigen wächsernen Schicht überzogen. Durch das lockere Stielgerüst färbt sie sich schon früh und gleichmäßig aus. Die Reife wird etwa Mitte bis Ende September erreicht. Gesunde Trauben können problemlos auch später geerntet werden. Der Wuchs ist als eher schwach zu bezeichnen, weswegen stark wachsende Unterlage zu empfehlen sind.

Die Rebsorte zeichnet sich durch eine sehr gute Resistenz gegen Oidium (Echter Mehltau), Botrytis (Grauschimmelfäule) und eine gute Resistenz gegen Peronospora (Falscher Mehltau) aus. Da ein relativ später Austrieb vorherrscht, besteht wenig Gefahr bei Spätfrösten. Gegen Winterfröste ist die Rebe wenig empfindlich.